# Geräusche auf der Voyager Golden Record
Die Geräusche auf der Voyager Golden Record (auch: Die Geräusche der Erde) bildet den dritten Abschnitt auf der interstellaren Datenplatte. Es handelt sich hierbei um 19 verschiedene Sequenzen mit über 50 verschiedenen Geräuschen. Die Gesamtlaufzeit beträgt zwölf Minuten.

## Geräusche
Nachfolgend die Beschreibung der einzelnen Geräusche in der Reihenfolge der Aufzeichnung.
| #  | Geräusch                                                                                            | Beschreibung | Länge             |
| -- | --------------------------------------------------------------------------------------------------- | --- | ----------------- |
| 01 | Sphärenmusik                                                                                        | Die Reihe beginnt mit einem schwindelerregenden Wirbel von Tönen, der die Bewegungen der Planeten auf ihren Umlaufbahnen wiedergibt – eine musikalische Auslese von Johannes Keplers „Harmonices mundi“, jenes mathematischen Traktats, dessen Echo sich noch in den Formeln findet, welche die Voyager möglich machten. Keplers Konzept wurde von der Komponistin Laurie Spiegel in Zusammenarbeit mit Jon Rogers und Willie Ruff von der Yale University auf einem Computer in den Bell Telephone Laboratories realisiert. Jede Frequenz stellt einen Planeten dar; der höchste Ton verkörpert die Bewegung des Merkur um die Sonne, gesehen von der Erde aus, die niedrigste Frequenz gibt die Orbitalbewegung des Jupiters wieder. Innere Planeten umkreisen die Sonne schneller als äußere Planeten. Jener Abschnitt, der auf der Platte erklingt, entspricht ganz grob einem Jahrhundert planetarischer Bewegung. | 00:43 (bis 00:43) |
| 02 | Vulkane, Erdbeben und Donner                                                                        | Eine Reihe von polternden Geräuschen um die dramatischen Umbrüche in der Frühgeschichte des Planeten darzustellen, darunter die seltene Tonbandaufnahme eines 1971 in Australien erfolgten Erdbebens. | 00:32 (bis 01:15) |
| 03 | Schlammblasen                                                                                       | Gurgelnde Geräusche ähnlich dem Blubbern eines Puddings auf dem Herd. | 00:13 (bis 01:28) |
| 04 | Wind, Regen und Brandung                                                                            | … | 01:16 (bis 02:44) |
| 05 | Grillen und Frösche                                                                                 | In der Absicht, den Beginn des von lauten Stimmen begleiteten Lebens auf der Erde anzudeuten, wurden die meisten dieser Geräusche dem Archiv von CBS entnommen, die Ausnahme der Stimme einer erwachsenen männlichen Grille (Teleogryllus oceanicus), die den Weibchen eine Soloserenade darbringt. | 01:33 (bis 04:17) |
| 06 | Vögel, Hyäne und Elefant                                                                            | Ein Chor von Tieren, der die sich entwickelnden Arten der Fauna andeuten soll, wird lebendig. | 00:59 (bis 05:14) |
| 07 | Schimpanse                                                                                          | Die Stimme eines einzelnen Primaten erhebt sich über die anderen und scheint wütend und kreischend ein neues Bewusstsein anzukündigen. | 00:08 (bis 05:22) |
| 08 | Wilder Hund bellt                                                                                   | … | 00:34 (bis 05:56) |
| 09 | Schritte, Herzklopfen und Lachen                                                                    | Das erste Auftauchen eines Menschen, der aufrecht, mit freien Händen geht. | 00:29             |
| 10 | Feuer und Sprache                                                                                   | Professor Richard Borshay Lee von der Universität Toronto grüßt in der Kung Sprache, der Sprache der Buschmänner von Bild 62 | 00:08             |
| 11 | Die ersten Werkzeuge                                                                                | Typischer Klang des Zerbrechens und Zersplitterns von Feuerstein, wenn er mit einem anderen Stein heftig geschlagen wird. | 00:14             |
| 12 | Zahmer Hund bellt                                                                                   | Ein zahmer Hund bellt friedlich | 00:04             |
| 13 | Zusammentreiben von Schafen, Schmiede (Werkstatt), Sägen, Traktor und Nietpresse                    | eine Reihe von Landwirtschafts- und Baugeräuschen | 00:56             |
| 14 | Morsecode, Schiffe                                                                                  | per aspera ad astra (Über rauhe Pfade zu den Sternen) | 00:30             |
| 15 | Pferd und Karren, Eisenbahnzug, Lastwagen, Traktor, Bus, Autos, Überschallflugzeuge, Saturn-V-Start | Bei dieser Transportsequenz werden sehr viele Kilometer zurückgelegt. Pferd und Karren beginnen auf einer Sandstraße und enden auf einer gepflasterten. Von da an erfolgend die Übergangsarten sehr schnell. Sie geben das erstaunliche Tempo des Fortschritts bei der Entwicklung des Transports im 19. und 20. Jahrhundert wieder. Der Zug und das Überschallflugzeug vermitteln in Stereo ein zufriedenstellendes Gefühl von Bewegung. Die Sequenz stellt eine grobe Parallele zu den Bildern 102, 105 und 113 dar. | 03:24             |
| 16 | Kuss                                                                                                | Es wurden verschiedene Varianten ausprobiert, um einen glaubwürdigen Kuss zu produzieren. Am Ende wurde ein sanfter Wangenkuss ausgewählt. | 00:03             |
| 17 | Mutter und Kind                                                                                     | Die allerersten Schreie eines Kindes und das Beruhigen eines schreienden, sechs Monate alten Kindes durch seine Mutter. | 00:21             |
| 18 | Lebenszeichen                                                                                       | Von Ann Druyan wurden die Vitalfunktionen (Gehirn, Herz, Augen, Muskeln) eine Stunde lang von einem medizinischen Data-Recorder aufgezeichnet. Diese Aufzeichnung wurde anschließend zu einer Minute komprimiert. | 00:30             |
| 19 | Pulsar                                                                                              | Die letzte Aufzeichnung klingt wie das Kratzen eines Tonabnehmers welcher am Ende der Schallplatte über die Rillen läuft. Tatsächlich handelt es sich um den 600 Lichtjahre entfernten Pulsar CP1 133. | 00:21             |